# Fiord de Troll
El fiord del Troll (o Trollfjorden en noruec) és un petit fiord de 2 quilòmetres de longitud entre els arxipèlags noruecs de les Lofoten i les Vesterålen, però administrativament ubicat al municipi de Hadsel, que és un municipi de Nordland. Amb la seva estreta i muntanyosa entrada, el fiord avança cap a l'oest des de l'estret de Raftsundet. El nom deriva de troll, una figura de la mitologia nòrdica.
El fiord arriba a màxim de 800 metres d'amplada. Les muntanyes que envolten el Trollfjord són d'entre 600-1100 metres d'altura. Està envoltat pel Trolltindan (1084 metre) al sud i el Blåfjell (998 metres) i el Hohe Litlkorsnestinden (980 metres) al nord. El Trollfjord pot arribar a 72 metres al seu punt més profund.
Els transbordadors Hurtigruten prenen un petit desviament cap al Trollfjord al camí de Bergen a Kirkenes. També és popular travessa el fiord amb altres creuers. Fins al 1960 hi havia una cascada al final del Trollfjord que ara és redirigida per a l'energia hidroelèctrica.